# Icius han
Espèce
Icius han est une espèce d'araignées aranéomorphes de la famille des Salticidae.

## Distribution
Cette espèce est endémique du Tibet en Chine,. Elle se rencontre dans le xian de Markam.

## Description
La carapace du mâle holotype mesure 1,91 mm de long sur 1,34 mm et l'abdomen 1,92 mm de long sur 1,32 mm et la carapace de la femelle paratype mesure 1,96 mm de long sur 1,28 mm et l'abdomen 2,21 mm de long sur 1,31 mm.

## Systématique et taxinomie
Cette espèce a été décrite par Yang et Zhang en 2024.

## Publication originale
- (en) Yang et Zhang, « On eight species of Chrysillini from Xizang, China (Araneae: Salticidae: Salticinae) », Zootaxa, no 5447 (2),‎ 2024, p. 151-187